# Syrphoctonus decoratus
Syrphoctonus decoratus là một loài tò vò trong họ Ichneumonidae.